# 重庆武隆6·5山体垮塌事故
重庆武隆6·5山体垮塌事故是2009年6月5日下午15时许发生在重庆市武隆区铁矿乡鸡尾山的山体垮塌事故。截至6月8日22时，鸡尾山垮塌现场已发现9具遇难者遗体，6男3女。据统计，目前武隆山体垮塌共有9人遇难、63人失踪、8人受伤。